# مامی یاماگوچی
مامی یاماگوچی (ژاپنی: 山口 麻美؛ زادهٔ ۱۳ اوت ۱۹۸۶) یک بازیکن فوتبال اهل ژاپن است.
وی همچنین در تیم ملی فوتبال زنان ژاپن بازی کرده‌است.